# Maximilian Kempner

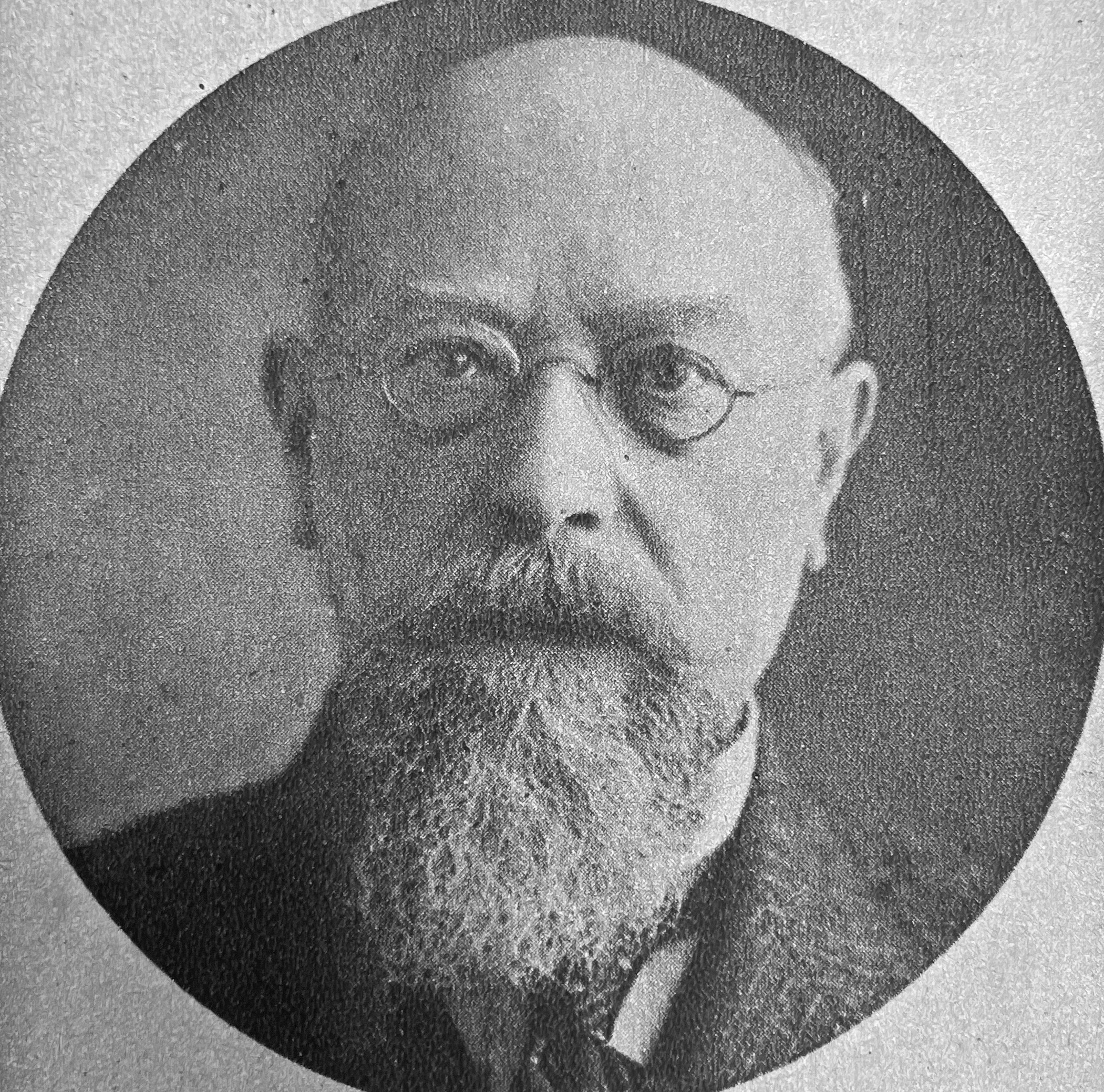
Maximilian Kempner, fotografiert von Alice Matzdorff

Maximilian Kempner (* 3. Juni 1854 in Kempen; † 11. Mai 1927 in Amsterdam) war Jurist und Mitglied des Deutschen Reichstags. 

## Leben
Kempner wirkte Ende des 19. Jahrhunderts als Rechtsanwalt beim Landgericht 1 in Berlin, wo er zeitweilig als Herausgeber der Juristischen Wochenschrift wirkte. Ebenfalls in Berlin wirkte er zudem als Notar.
Ab 1910 war er Vorsitzender des Deutschen Kalisyndikats und des Reichskalirates.
Am 29. Oktober 1918 wurde er mit Hilfe der Nationalliberalen in einer Nachwahl als Mitglied des Deutschen Reichstags für den Wahlkreis Berlin 1 und die Fortschrittliche Volkspartei gewählt, es kam jedoch wegen der Novemberrevolution nicht mehr zur Mandatsübernahme. Zwischen 1920 und 1927 war er Mitglied des Vorläufigen Reichswirtschaftsrats.
Er war Mitglied der Gesellschaft der Freunde und Vater des DDP-Politikers und Bankiers Paul Kempner. 1921 bis 1923 ließen sich Maximilian Kempner und seine Frau Fanny ihr Haus in der Charlottenburger Sophienstraße von Ludwig Mies van der Rohe aus- und umbauen. Das Gebäude wurde im Krieg beschädigt. 1950 wurde die Straße aufgelassen, 1952 wurden die Reste des Gebäudes abgerissen, auf dem sich heute ein Institut der TU Berlin befindet.